# 阿爾傑爾島

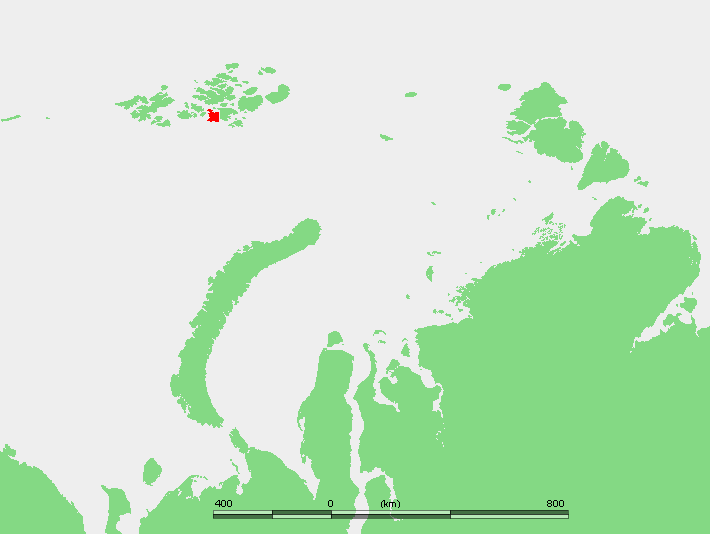
圖中紅色地區為阿爾傑爾島

阿爾傑爾島是俄羅斯的島嶼，屬於法蘭士約瑟夫地群島的一部分，位於馬克林托卡島以北，由阿爾漢格爾斯克州負責管轄，長10公里、寬4.7公里，最高點海拔高度429米。
80°23′N 56°00′E / 80.383°N 56.000°E

## 外部連結
- （页面存档备份，存于）

- Baldwin-Ziegler expedition （页面存档备份，存于） &  （页面存档备份，存于）

&  （页面存档备份，存于）